# Nicola Danti
Nicola Danti (ur. 6 września 1966 w Pelago) – włoski polityk, działacz samorządowy, deputowany do Parlamentu Europejskiego VIII i IX kadencji.

## Życiorys
Ukończył nauki polityczne, pracował jako prezes towarzystwa oświatowego i szkoleniowego. Pełnił funkcję radnego Pontassieve (1990–1995 i 1999–2004) oraz zastępcy burmistrza tej miejscowości (1995–1999). Zasiadał również w radzie miejskiej w Pelago (2004–2009), w latach 2002–2008 był przewodniczącym związku komunalnego Comunità montana Montagna Fiorentina. W 2007 objął mandat radnego regionu Toskania, utrzymał go w 2010.
Był działaczem partii Margherita, od 2004 kierował strukturami ugrupowania w prowincji Florencja. W 2007 dołączył do Partii Demokratycznej, wchodząc w skład jej władz regionalnych i krajowych. W wyborach w 2014 z ramienia PD został wybrany na eurodeputowanego. W 2019 nie uzyskał reelekcji, powrócił jednak w skład PE już we wrześniu tegoż roku. Dołączył też do nowego ugrupowania krajowego pod nazwą Italia Viva.